# Joseph Küffner
Joseph Küffner (* 31. März 1776 in Würzburg; † 9. September 1856 ebenda) war ein deutscher Musiker und Komponist.

## Leben
Joseph wurde als fünftes Kind der fränkischen Musikerfamilie Küffner geboren. Sein Vater Wilhelm war Hofmusiker und Komponist, seine Mutter Katharina die Tochter des Hof-Kapellmeisters Johann Franz Georg Wassmuth in Würzburg. Beide Eltern starben früh. Deshalb musste Joseph für sich und seine beiden jüngeren Geschwister sorgen. Er verdiente seinen Lebensunterhalt als Hilfsmusiker, Violinist und Gitarrist im fürstbischöflichen Hoforchester und trat auch als Solist auf.
Autodidaktisch erlernte er das Spiel der Flöte, der Klarinette, der Posaune und des Waldhorns. Im Jahre 1798 verpflichtete ihn Fürstbischof Georg Karl von Fechenbach mit der Reform der Würzburger Militärmusik. Mit der Säkularisation des Hochstifts Würzburg 1803 und seiner Einverleibung in das Königreich Bayern verlor er vorübergehend seinen Posten als Hofmusiker. Küffner bewarb sich mit Erfolg um die Anstellung als Musiklehrer beim Kurfürstlich Bayerischen Leichten Infanterie-Bataillon „La Motte“ und bildete die Militärmusiker aus. Ein Jahr später erhielt er die gleiche Anstellung beim Kurfürstlich Bayerischen 12. Linien-Infanterie-Regiment „Löwenstein“. Für beide Verbände komponierte Küffner zweiteilige Militärmärsche im langsamen und schnellen Schritt. Die Partituren weisen 18 Bläser- und zwei Schlagzeugstimmen aus. Bis 1825 entstanden 36 Kompositionen für Militärmusik, darunter drei Ouvertüren  und 20 Potpourris über Themen aus damals beliebten Opern von Auber und Rossini sowie Carl Maria von Weber. Damit wurde Küffner zum ersten deutschen Arrangeur für Blasorchester. Schon 1805 berichtete der Würzburger Chronist Carl Gottfried Scharold: „Bey dem Ablösen der Wache mittags gegen 12 Uhr, spielet ... gewöhnlich eine wohlbesetzte Musikbande einige angenehme Stücke und ergötzet die anwesenden Zuhörer.“ Die anspruchsvollste militärmusikalische Komposition dürfte seine „Sinfonie für Militärmusik“ Opus 165 sein.
Ein Gichtleiden veranlasste Küffner, 1825 seinen Vertrag als „Militär-Musikdirektor“ mit der Bayerischen Armee zu kündigen. Küffner war nie Soldat und hat nie eine Uniform getragen. In allen Dokumenten des Bayerischen Staatsarchivs wird er als „Hof- und Kammermusikus“ bezeichnet. Er war Angestellter der Armee und hatte keine Befehlsgewalt. Die militärischen Vorgesetzten der Militärmusiker waren bis 1811 die Regimentstambours, von 1811 bis 1818 die Musikmeister im Rang von Feldwebeln, deren musikalische Ausbildung Küffner gleichfalls übernahm.
Als Mitglied des fürstlichen Hoforchesters 1806 bis 1814 des Großherzogs Ferdinand III. von Toscana komponierte Küffner vorwiegend für Streichinstrumente, aber auch für Blasinstrumente. Als Begleitinstrument setzte er oftmals die Gitarre ein. Küffner komponierte über 360 Werke, davon 36 für Militärmusik.

## Werkausgaben (Auswahl)
Werke für Gitarre
- Opus 80 (Sonatinen).[1]
- Opus 168 (Übungsstücke).[2]